# 勞謝恩施托克山

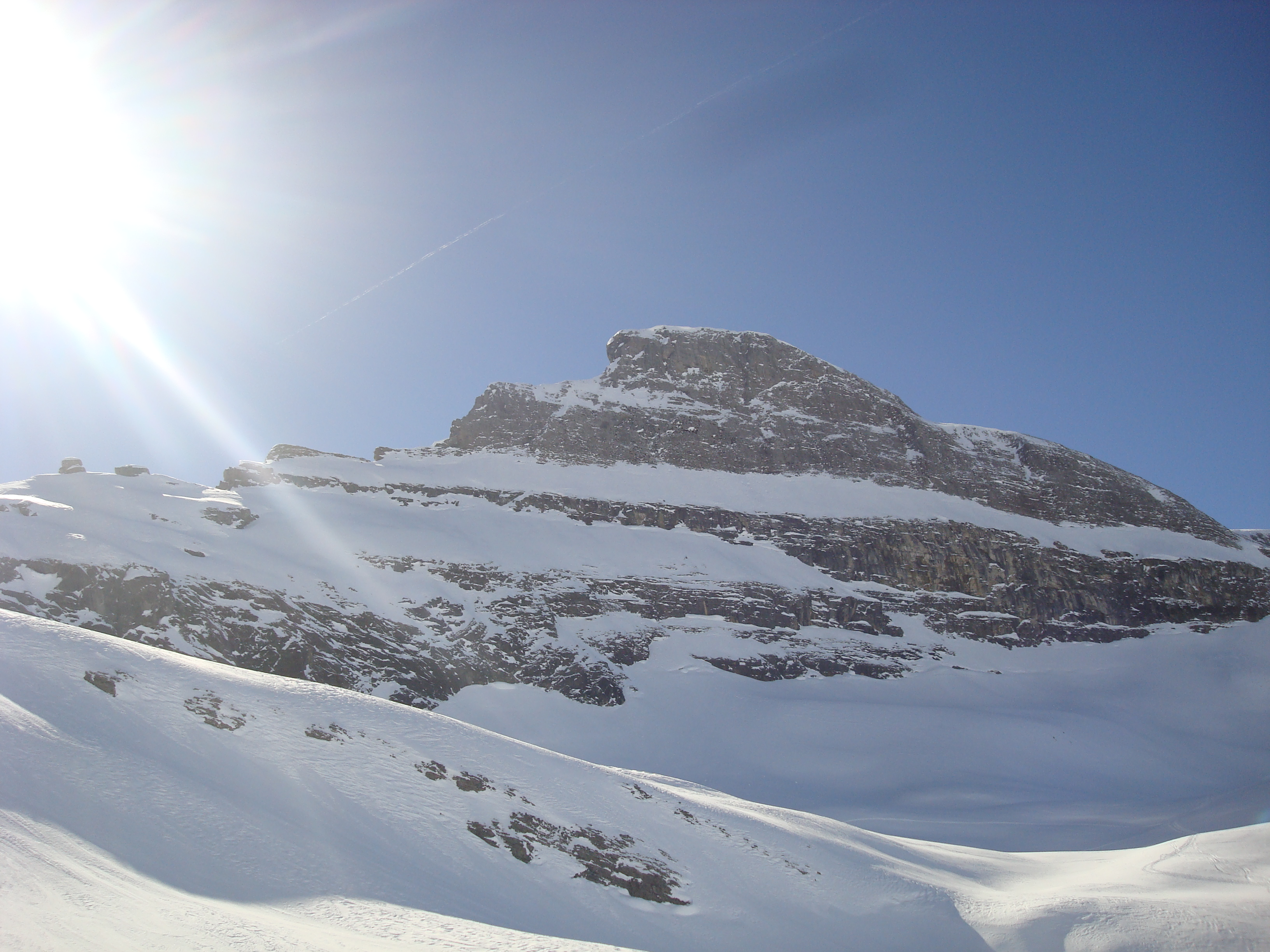

46°51′17.50″N 8°27′32.50″E / 46.8548611°N 8.4590278°E
勞謝恩施托克山（德語：Laucherenstock），是瑞士的山峰，位於該國中部，處於下瓦爾登州和上瓦爾登州接壤的邊界，海拔高度2,639米，每年平均降雨量2,385毫米。